# Rezső Soó
Karoly Rezső Soó von Bere, né le 1er août 1903 à Székelyudvarhely et mort le 10 février 1980 à Budapest, est un botaniste hongrois qui s'était beaucoup intéressé au genre Dactylorhiza.